# Beavercreek (Ohio)
Beavercreek – miasto w Stanach Zjednoczonych, w hrabstwie Greene, w stanie Ohio.
Liczba mieszkańców w 2000 roku wynosiła 37 984.

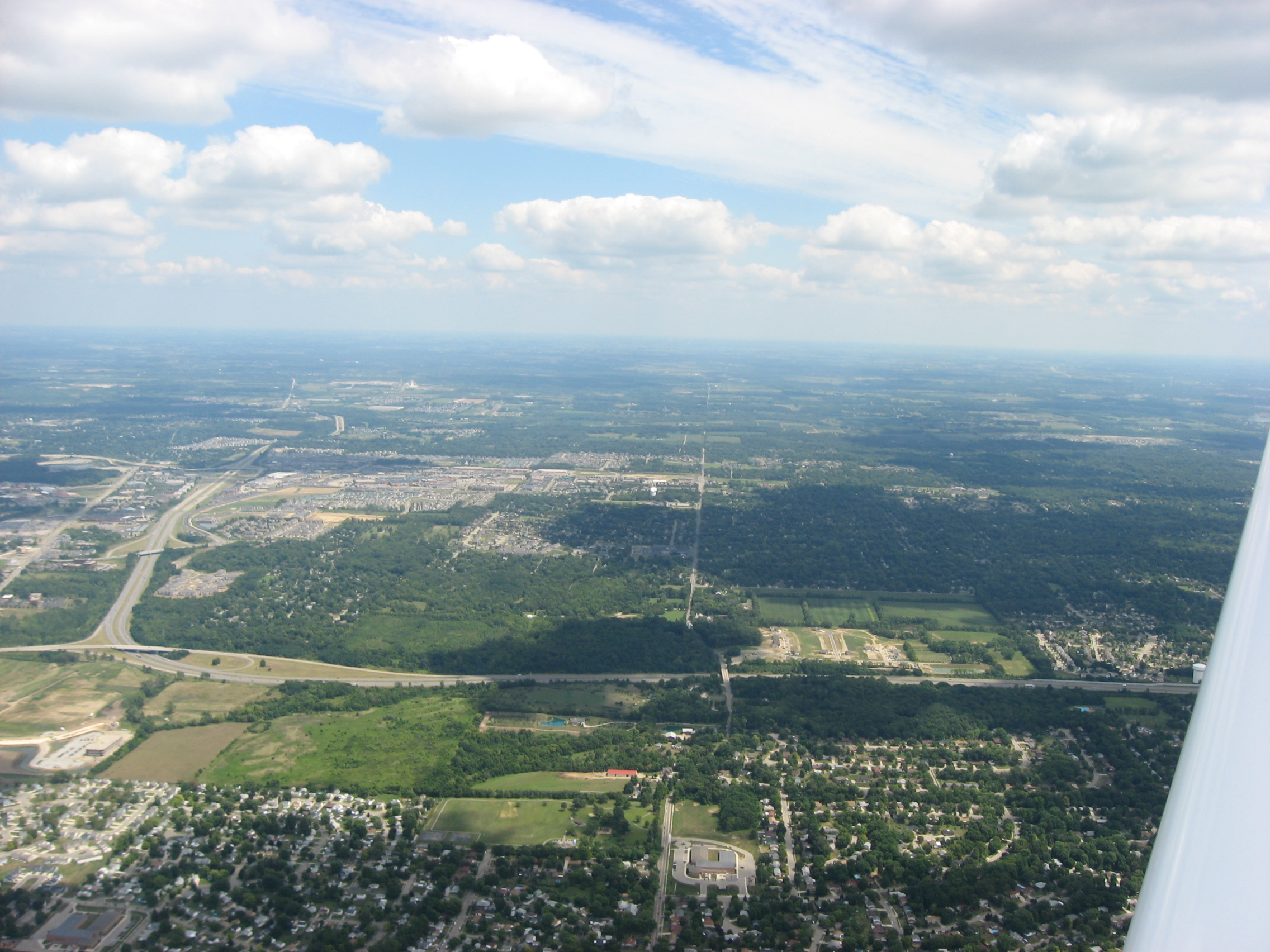
Zdjęcie północnej części miasta z lotu ptaka